# 列车厕所

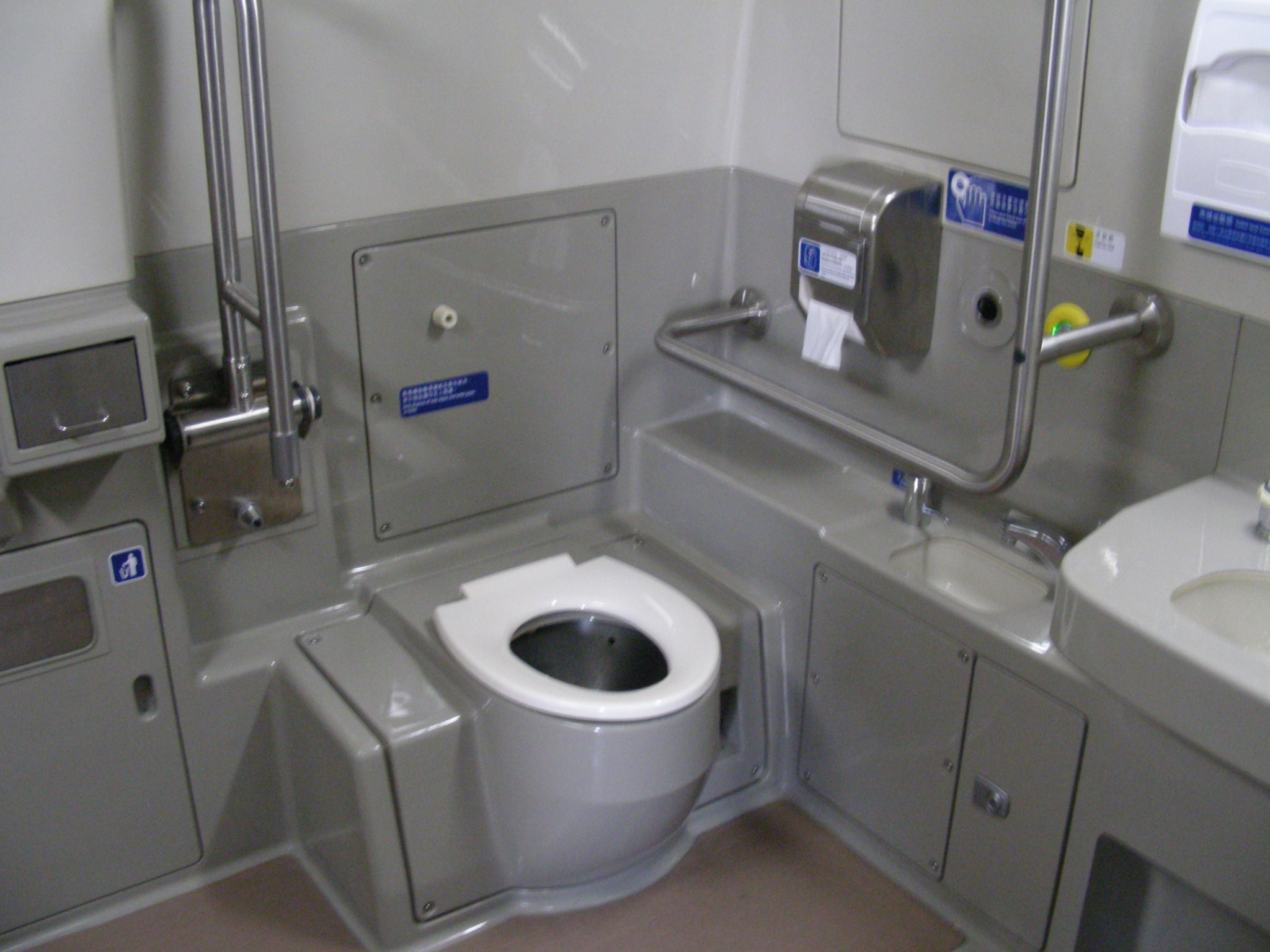
台灣高鐵的列車廁所

列车厕所是旅客列车（通常是中程和长途）內设有的廁所，有些火車上的廁所位于火車的最後一節车厢。有些列車廁所比較大，轮椅使用者也能來到這裡上廁所。
歷史上列車廁所的地面有個洞，乘客通過洞直接將糞便和尿排到鐵軌上。當火車進站時，乘客可能会被要求不要上厕所，廁所也會自動上鎖。美鐵在1980年代逐步淘汰了這種直接將排洩物排到鐵軌上的厕所。當時一列银色流星号列车在路過佛罗里达州聖約翰河时，車內乘客的排洩物落在了一名漁民身上，該漁民隨即提起诉讼。